# タイのビール

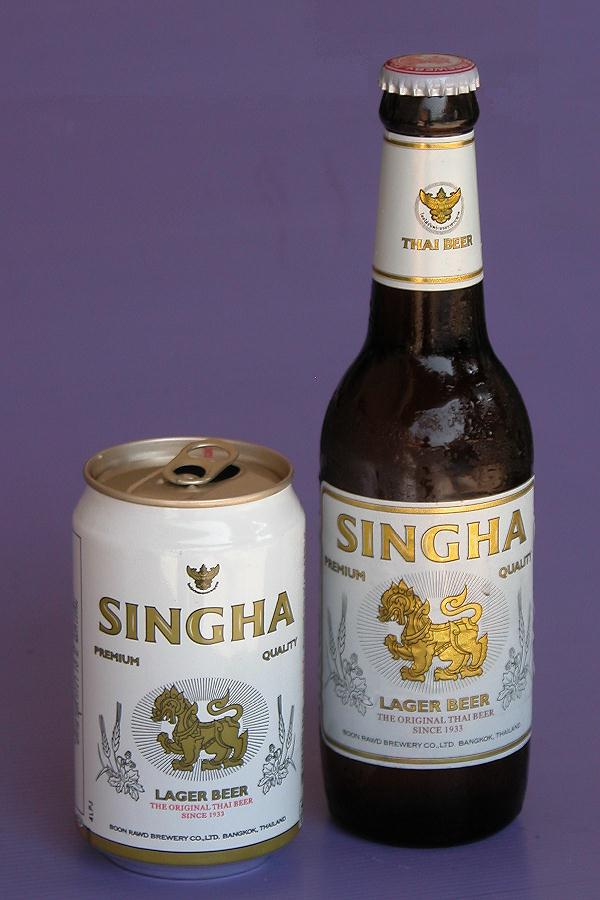
ビア・シン

タイのビールでは、タイ王国で製造および輸入されるビールの概要について記す。

## 概要
タイでのビールの醸造は、1933年に57歳の Phya Bhirom Bhakdi または "Boon Rawd" Sreshthaputra に醸造許可がおりたことから始まった。彼の会社である Boon Rawd Brewery は、タイで最も古く、最も知られているラガー のビア・シン（Singha）（"sing"と発音する）を生産する。ビア・シンはタイで、標準（ABV 5%）、軽め（ABV 3.5%）、ドラフトビールで販売されている。
ビア・シン最大の競争相手はタイ・ビバレッジで生産しているビア・チャーンである。ビア・チャーンは、リヴァプールのサッカークラブであるエヴァートンFCのスポンサーとして世界的に注目されている。そのため、ブランド名とロゴが2004年以降チームユニフォームに描かれている。
ノンタブリーにある工場タイアジア太平洋醸造所（TAPB）では、以下の商品を醸造している。
- ハイネケン（1995年以降）
- タイガービール
- Cheers
- Cheers X-Tra（ABV 6.5%）

彼らは、ギネスとキルケニー (ビール)のタイの輸入業者である。
Boon Rawd Breweryは、標準的なラガー（ABV 5%）である Leo も製造する。またアサヒスーパードライの受託生産も手がけている。
タイ・ビバレッジは、大衆市場の非プレミアムラガー Archa を販売している。Boon Rawd Breweryも世界的なブランド Mittweida を販売していたが、インベブとKlosterが提携して醸造したビールに置き換えられた。また、タイビールと呼ばれる6.5％のラガーを販売している。
他のローカルに醸造されたタイのビールとして、パトゥム・タニの プーケット・ビール と Siam がある。後者は海外に輸出しているが、タイでは販売していない。
プーケット・ビール と Federbrau は、ドイツのビール純粋令に基づいて醸造された唯一のタイのビールである。
Phuket Lager は、2006年にモンドセレクション賞で、金メダルを獲得した。
Klassik beer は、パトゥム・タニで醸造された別の地ビールである。
タイ国内では外国産のビールが人気があるが、タイ政府は60％までの輸入関税を課すことで国内の醸造所を保護している。また、全ての輸入ビールはボトルキャップに輸入ステッカーを貼らなければならない。そのため、タイの醸造業者は、タイ・ビバレッジとカールスバーグパートナーシップのような、ヨーロッパの醸造業者と提携した。

## 経済規模
2015年のタイのビール市場は、3-4％増の1,800億バーツとなる見込みである。
Singha Corporation は、市場の72％のシェアを持つ市場リーダーである。
タイ・ビバレッジは24％のシェアを持ち、ハイネケンは4％のシェアを持つ。
タイのアジア太平洋醸造所とサンミゲル・タイ社は、2013年にそれぞれ5%と1%の市場シェアを持つと報告されている。

## クラフトビール
タイでは、ビール生産者のための2種類のライセンスがある。
タイの1950年の酒類法では、年間100万リットルを超える工場でのみビールを製造することができる。瓶詰めが許可されていない現場では年間10万リットル以上を生産するブルーパブ（Brewpub）でのみビールを製造することができる。
ブルーパブ（Brewpub）は店頭で売ることはできない。
いずれのタイプの生産者も、少なくとも1,000万バーツの資本を持つ有限会社でなければならない。
1950年の酒類法の下での「家庭醸造」の最大罰金額は、製造すると200バーツ、販売すると5,000バーツであった。2016年12月に国会議会が通過した新しい法律は、違法生産の最大罰金額を100,000バーツまたは6ヶ月の刑期、またはその両方に引き上げた。違法ビールを販売した場合の最大罰金額も50,000バーツに引き上げられた。
クラフトビールを販売するため、あるブルーパブのマイクロブルワリーは、「私たちには2つの選択肢があり、海外の工場で生産するか、私たち自身で海外に工場を建設し、それらを輸入する」と述べている。
一方、軍事国家であり、隣国のASEANのミャンマーは、2017年1月、Burbritに初めてのクラフトビールの醸造所を手に入れた。その名前は「ビルマ」と「Britain」に由来している。これは、ビルマの醸造の歴史に対するイギリスの影響を示している。

## ギャラリー

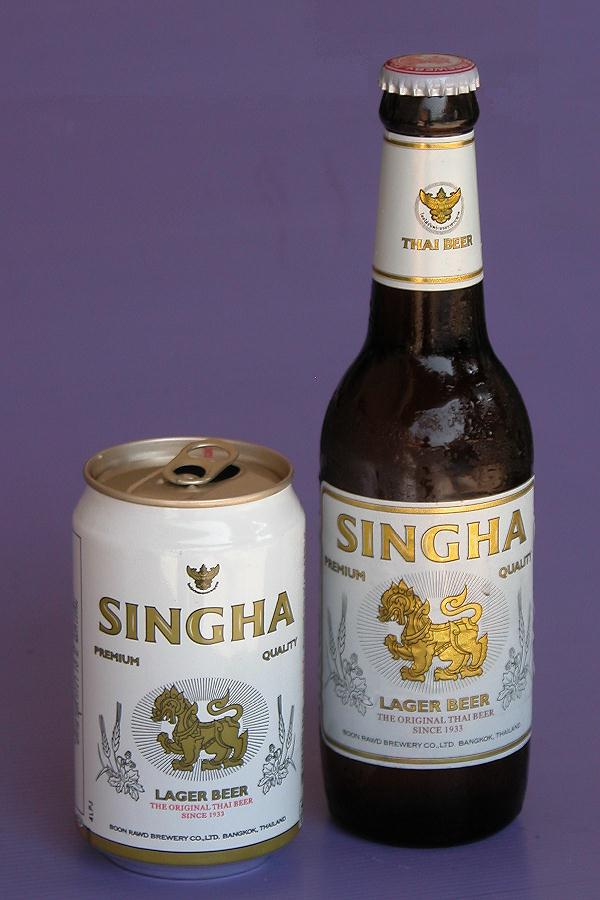
ビア・シン
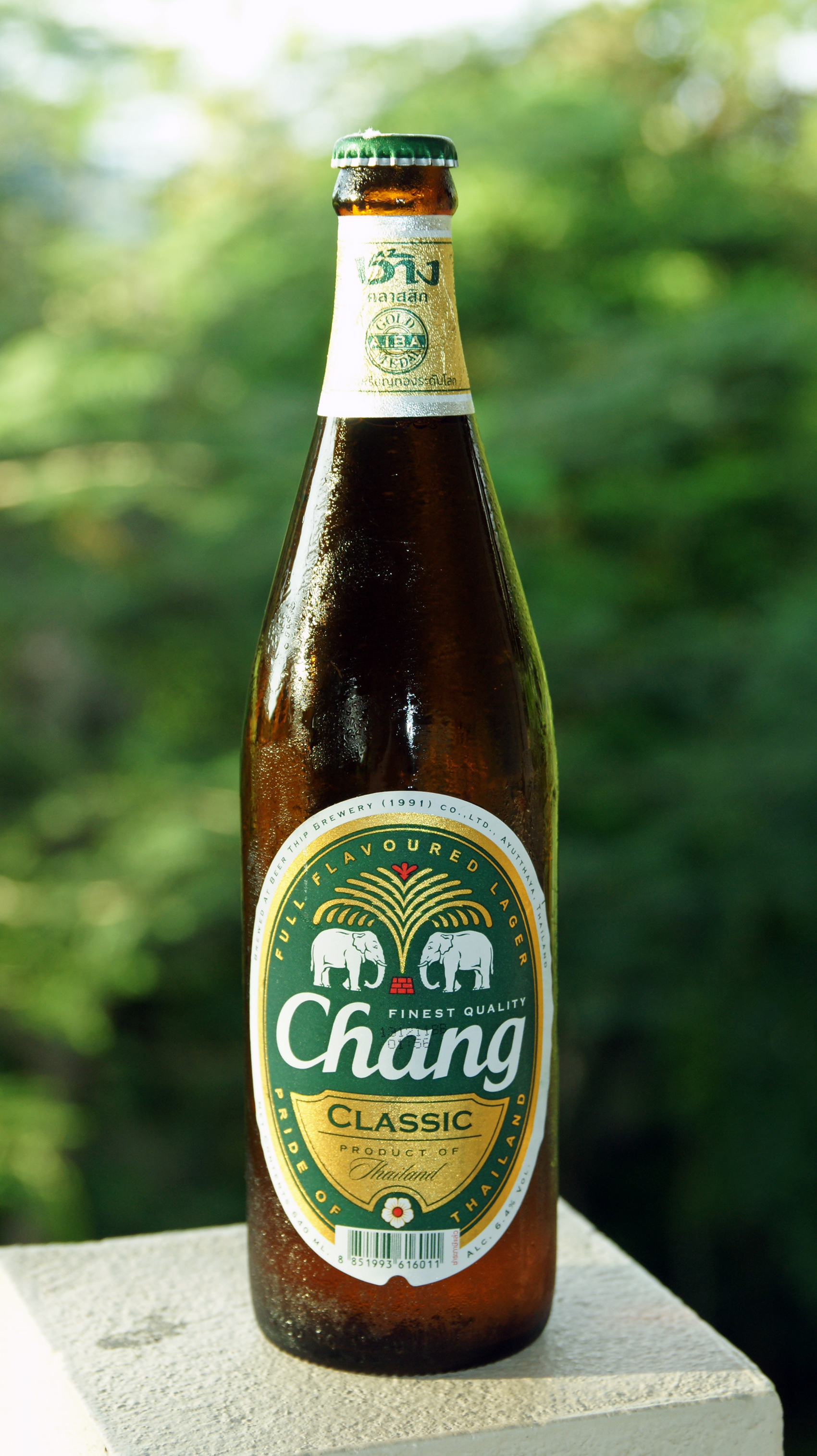
ビア・チャーン

## タイのブルワリー
- アジア太平洋醸造所
- Boon Rawd Brewery（英語版）
- ハイネケン
- プーケット・ビール（英語版）(タイのサンミゲル醸造所、トロピカルビバレッジカンパニーの傘下にある[11])
- サンミゲル醸造所[12]
- タイ・ビバレッジ